# Onfim
Onfim (Oudnovgorods: онѳиме, Onfime), ook wel Onfim van Novgorod of Anthemius van Novgorod,  was een inwoner van Novgorod in de dertiende eeuw, rond 1220-1260. Toen Onfim naar schatting zes of zeven jaar oud was heeft hij berkenbastteksten gemaakt die bewaard zijn gebleven in de kleibodem van Novgorod. Op deze berkenbast zijn Onfim's notities, huiswerk en tekeningen te vinden.
Zeventien gevonden berkenbastwerken zijn toegeschreven aan Onfim, waarvan er vijf alleen tekst bevatten, de overige twaalf hebben allemaal tekeningen. In de schrijfwerken is te zien dat Onfim het alfabet schrijft, lettergrepen oefent en psalmen overschrijft.
Onfim's tekeningen beelden onder andere ridders, paarden, pijlen en overwonnen vijanden af. Een tekening beeldt een monster of mythisch wezen af met een lange nek, puntige oren en een gekrulde staart. De tekst bij deze tekening is: "Ik ben een wild beest". De hoeveelheid vingers op de handen van de mensen die Onfim tekent varieert van drie tot acht, wat suggereert dat Onfim nog niet kon tellen.

## Galerij

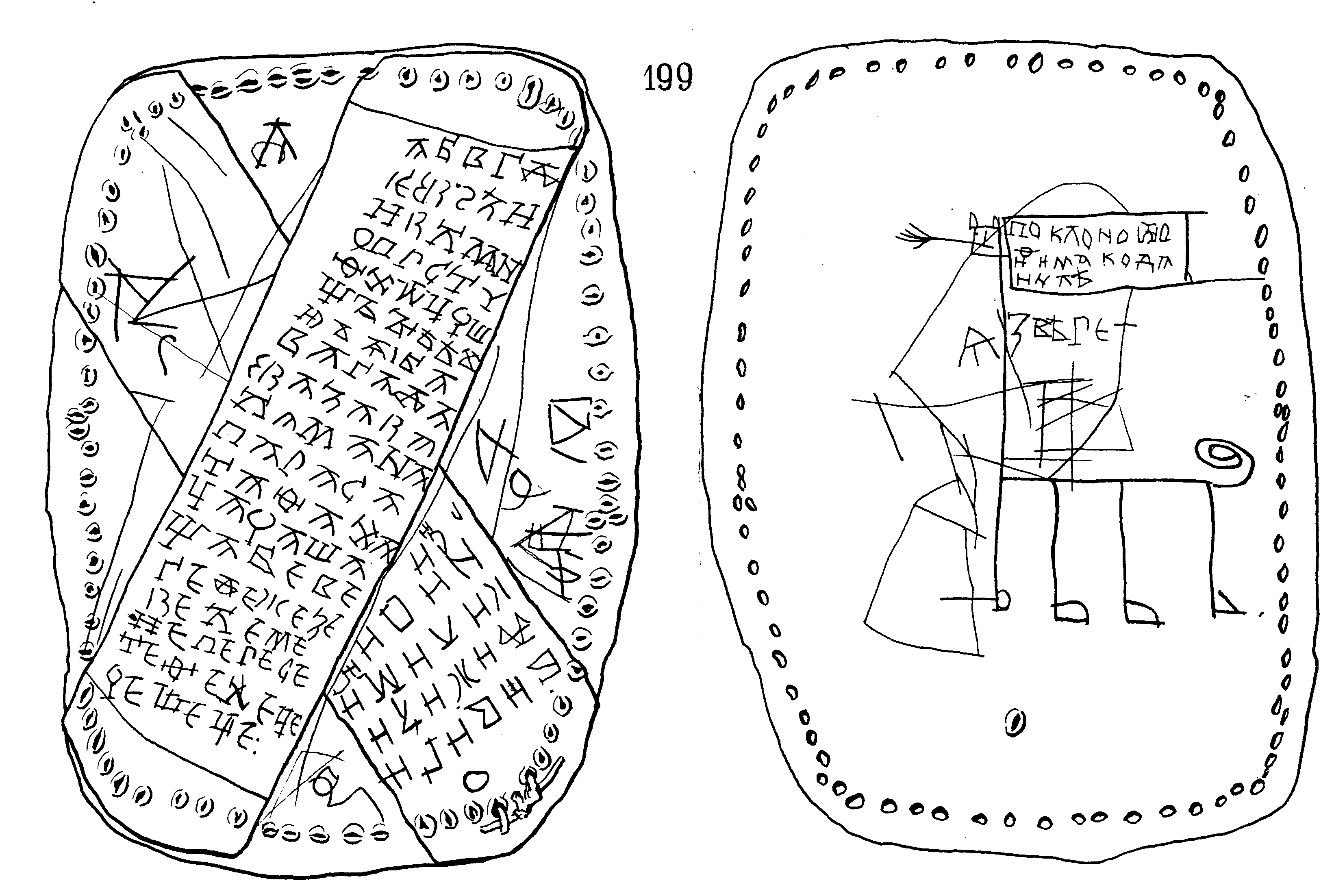
Грамота 199 - Oefeningen en een tekening van een monster met de tekst "Ik ben een wild beest", ca. 1220-1260, beresta
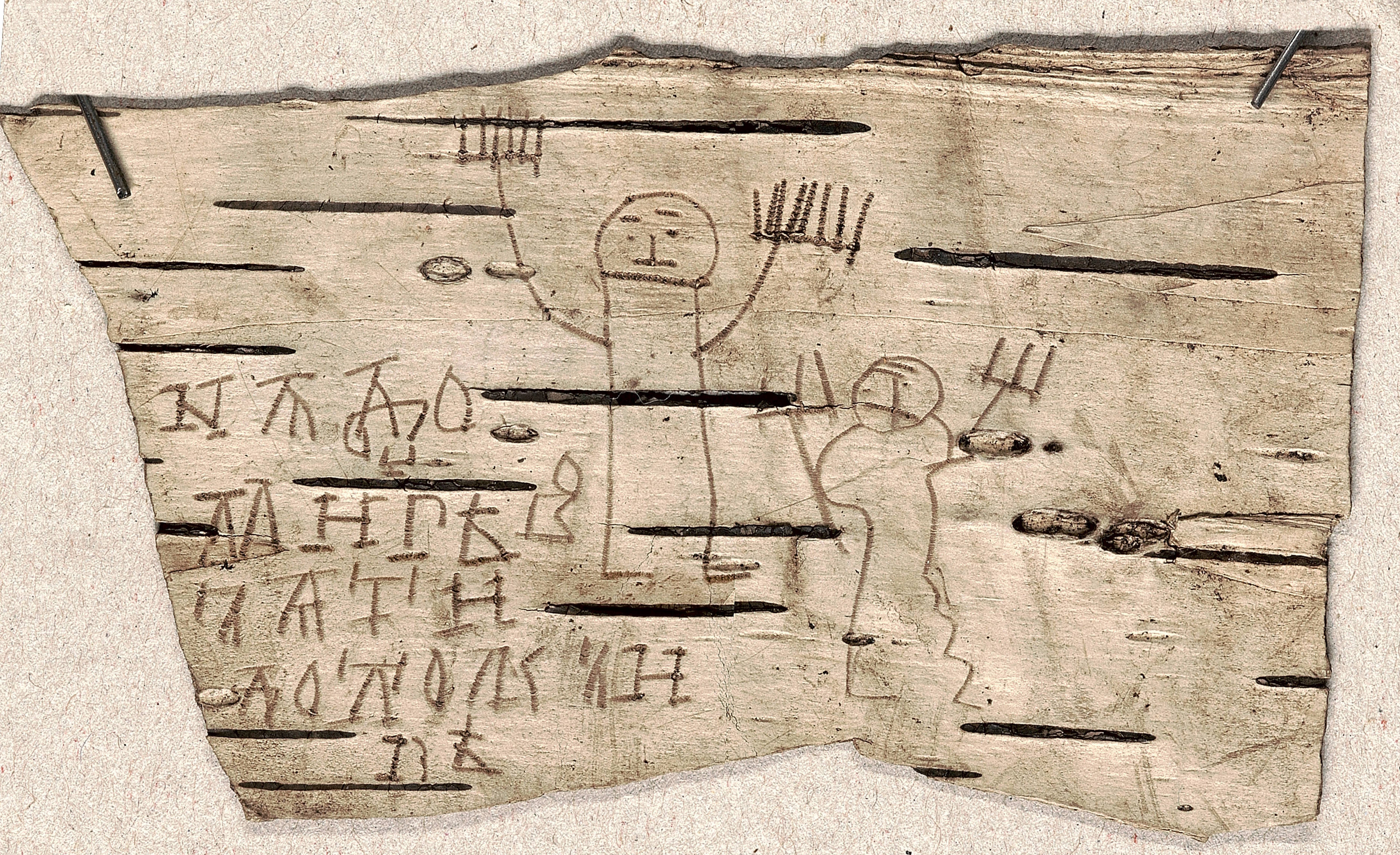
Грамота 202 - Oefening met tekeningen, ca. 1220-1260, beresta
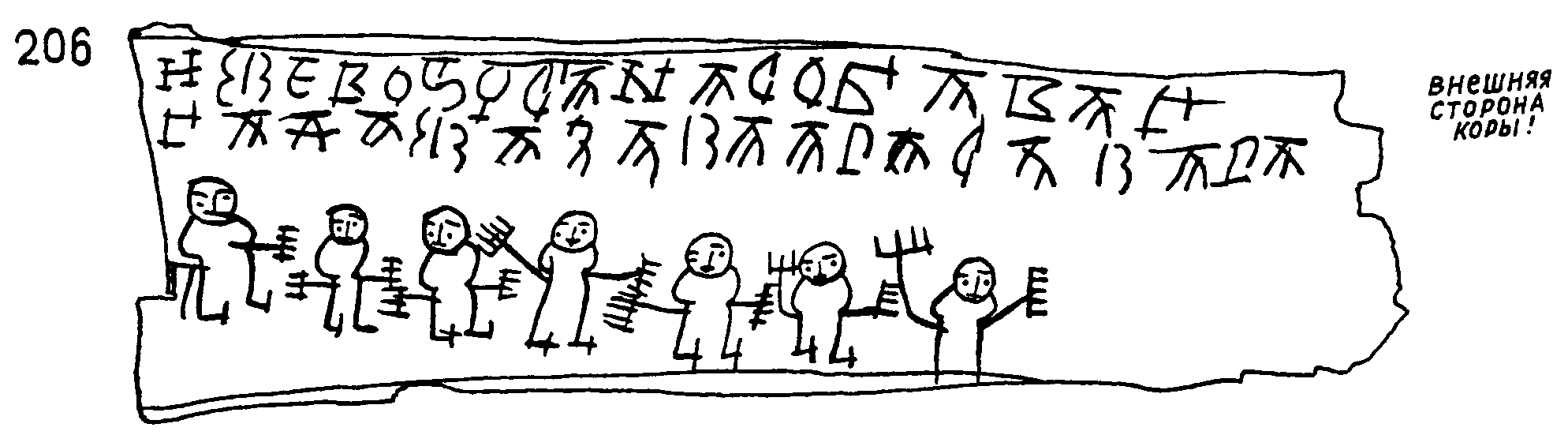
Грамота 206 - Lettergreepoefening met tekeningen, ca. 1220-1260, beresta
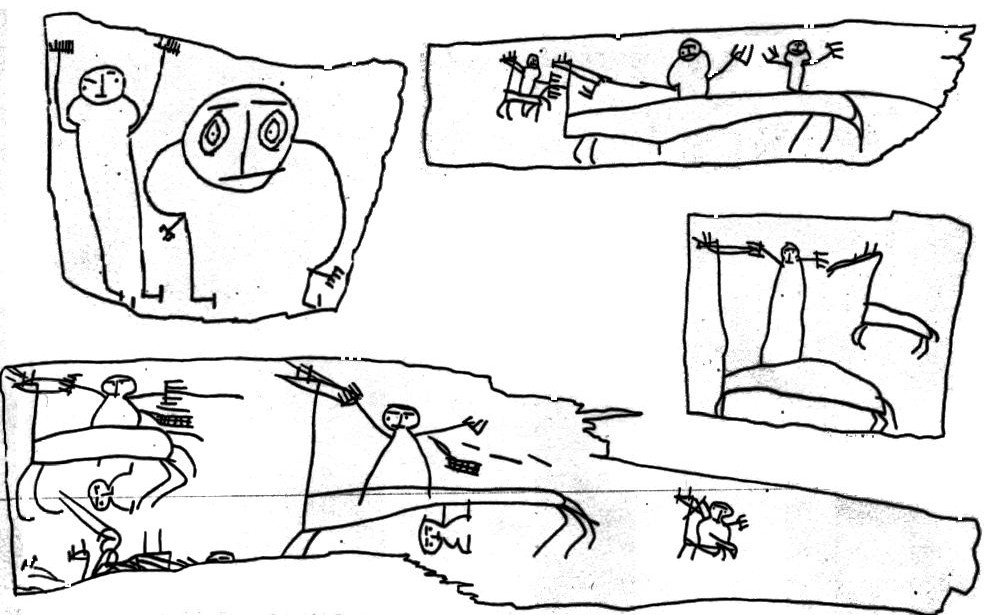
tekeningen, ca. 1220-1260, beresta